# Anaïs Abreu D’Argence
Anaïs Abreu D’Argence (Ciudad de México, 22 de abril de 1982) es una poeta, escritora, editora y traductora mexicana.

## Biografía
Nacida en la Ciudad de México, es egresada de la Escuela de Escritores de la Sociedad General de Escritores de México (SOGEM). Fue beneficiaria de las becas de jóvenes creadores del Fondo Nacional para la Cultura y las Artes (FONCA) y de la Fundación para las Letras Mexicanas (FLM) entre 2009 y 2011.
Es fundadora y directora de La Dïéresis Editorial Artesanal. Ha colaborado en diversas publicaciones como Casa del Tiempo, Este País, Periódico de Poesía, Letras Libres, Nexos y La Otra.
Ha sido autora de varios libros y poemarios, entre los que se destaca, Favor de no tocar (2018), Espejo, de Sylvia Plath (2019), y Lo que se pudo ver (2020).

## Publicaciones seleccionadas

### Antologías
- Abreu D’Argence, Anaïs; Odette, Alonso; Ancira, Lola; Chacek, Karen; Díaz Castelo, Elisa; González-Crussí, Francisco; Montes Santamaria, Alejandro; Rodríguez, Aniela; Sánchez, Raúl Aníbal; Torre, Gerardo de la (2023). Enfermedad, vol. 1. Ciudad de México: Taller Editorial Cáspita.

### Libros
- Abreu D’Argence, Anaïs (2018). Favor de no tocar. Ciudad de México: La Dïéresis Editorial Artesanal.
- Abreu D’Argence, Anaïs (2019). Espejo, de Sylvia Plath. Ciudad de México: La Dïéresis (editorial artesanal).
- Abreu d'Argence, Anaïs (2020). Lo que se pudo ver (Primera Edición edición). Santiago de Querétaro, México: Fondo Editorial Universidad Autónoma de Querétaro. ISBN 9786075134963.